# Ralbabbelaar
De ralbabbelaar (ook wel Maleise ralbabbelaar of raltimalia)  (Eupetes macrocerus) is een bijzondere vogel uit de monotypische familie Eupetidae van de eigenlijke zangvogels. Het is een schuwe vogel die lijkt op een ral en leeft op de bosbodem van het tropisch regenbos in Zuidoost-Azië.

## Kenmerken
De ralbabbelaar is een middelgrote, tamelijk slanke vogel, 28-30 cm in lengte en een gewicht van 66-72 g. Hij heeft een lange dunne nek, lange zwarte snavel, lange poten en lange staart. Het verenkleed is voornamelijk bruin met een roodachtig voorhoofd, kruin en keel. Hij heeft een lange, zwarte oogstreep die reikt van de snavel tot aan de zijkant van de nek en daarboven een brede, witte wenkbrauwstreep. Jonge vogels hebben minder uitgesproken contrasterende strepen op de kop.

### Gedrag
De ralbabbelaar is een schuwe, verborgen levende vogel, die zich ophoudt op de bosbodem van het oerwoud. Het loopt als een ral waarbij de kop schokkende bewegingen maakt, net als een waterhoen of een kip. De vogel zal eerder hard wegrennen dan wegvliegen bij verstoring. Over het voortplantingsgedrag is betrekkelijk weinig bekend.

## Verspreiding en leefgebied
De ralbabbelaar komt voor op Malakka, Sumatra en Borneo en telt twee ondersoorten:
- E. m. borneensis: noordelijk Borneo.
- E. m. macrocerus: Malakka en Sumatra en de Natuna-eilanden.

Het leefgebied is laaglandregenwoud en ook in moerassen tot op een hoogste van ca. 1000 m boven de zeespiegel. Mogelijk neemt de vogel in aantallen af door houtkap. Maar er zijn ook aanwijzingen dat de vogel zich kan handhaven in selectief gekapt regenbos. Hij staat als gevoelig op de Rode Lijst van de IUCN.

## Taxonomie
De ralbabbelaar werd vroeger ingedeeld bij de (vergaarbak)familie Timalia's. Uit moleculair genetisch onderzoek bleek meer verwantschap met de Chaetopidae (rotsspringers) en de Picathartes (kaalkopkraaien). Dit zijn allemaal enigszins problematische groepen waarvan in elk geval duidelijk is dat ze behoren tot de eigenlijke zangvogels, de Oscines en ook tot de clade Passerida, maar waarover geen consensus is over de fylogenie.